# Dasyhelea saxicola
Dasyhelea saxicola är en tvåvingeart som först beskrevs av Edwards 1929.  Dasyhelea saxicola ingår i släktet Dasyhelea och familjen svidknott. Inga underarter finns listade i Catalogue of Life.